# Transrapid 09
Transrapid 09 là sự phát triển của Transrapid 08 và được đặt dưới sự phát triển hơn nữa chương trình (WFP) của Bộ Kinh tế Liên bang và Công nghệ để. Đào tạo này được tối ưu hóa cho thị trường khu vực và sẽ là tiền sản xuất cho dự án Transrapid Munich được. Các tính năng nổi bật nhất để TR08 là các cửa ra vào rộng hơn (1300 mm thay vì 900 mm) được mở bằng điện thay vì khí nén hiện hành. Khi xe lửa được vận hành mà không cần người lái, đã được bỏ qua vì lý do trọng lượng trên hai cửa sổ phía trước của mô hình trước đây và thay vào đó tích hợp hai máy ảnh trong đèn pha LED. Những chiếc xe thử nghiệm 09 là một đơn vị đào tạo ba (E1 xe kết thúc, xe trung bình và xe M1 Cuối E2 với phương tiện đo) rằng về nguyên tắc có thể được mở rộng để lên đến 10 phần. Kết thúc chiếc xe được kết nối chặt chẽ áp lực, vì vậy mà ngay cả trong các đường hầm là có thể với tốc độ hoạt động tối đa, mà không ảnh hưởng đến sự thoải mái. Đoàn tàu được thiết kế cho tốc độ tối đa 505 km/h và tốc độ hoạt động từ 350–430 km/h.